# Aeroportul Erzurum
Aeroportul Erzurum (IATA: ERZ, ICAO: LTCE) este un aeroport din Erzurum, Provincia Erzurum, Turcia ce deservește zona Erzurum. Aeroportul a fost tranzitat în 2022 de 864.506 pasageri. A fost deschis în 1966 și numit după zona deservită.
aeroportul dispune de 2 piste. Este operat de General Directorate of State Airports (Turkey)⁠(d).

## Infrastructură

### Piste
Aeroportul dispune de 2 piste. Pista are orientarea 08R/26L. Pista are orientarea 08L/26R. 